# Península de Dingle

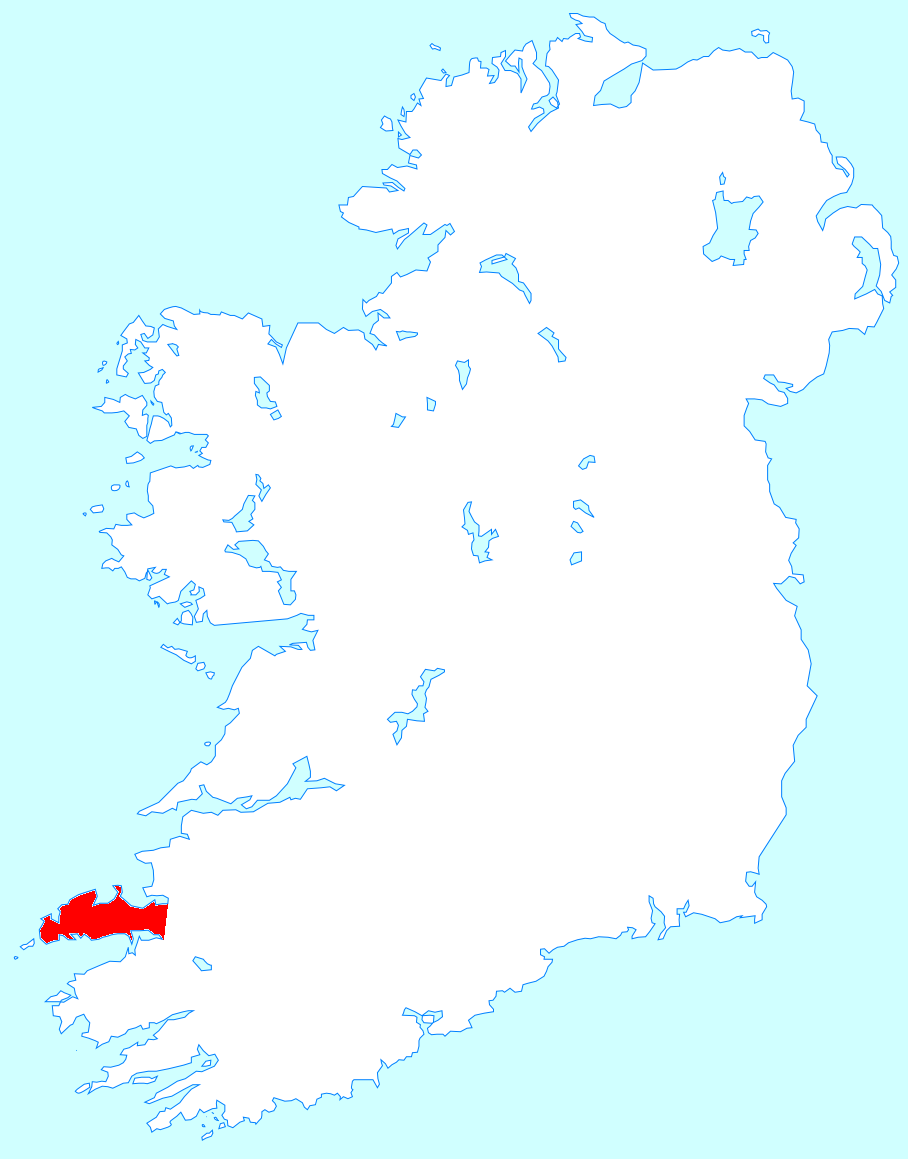
Location map of the Dingle Peninsula

A Peninsula de Dingle (irlandês: Corca Dhuibhne) localiza-se no Condado de Kerry e nela se situa o ponto mais ocidental de todo o território da Irlanda.

## Morfologia e geologia

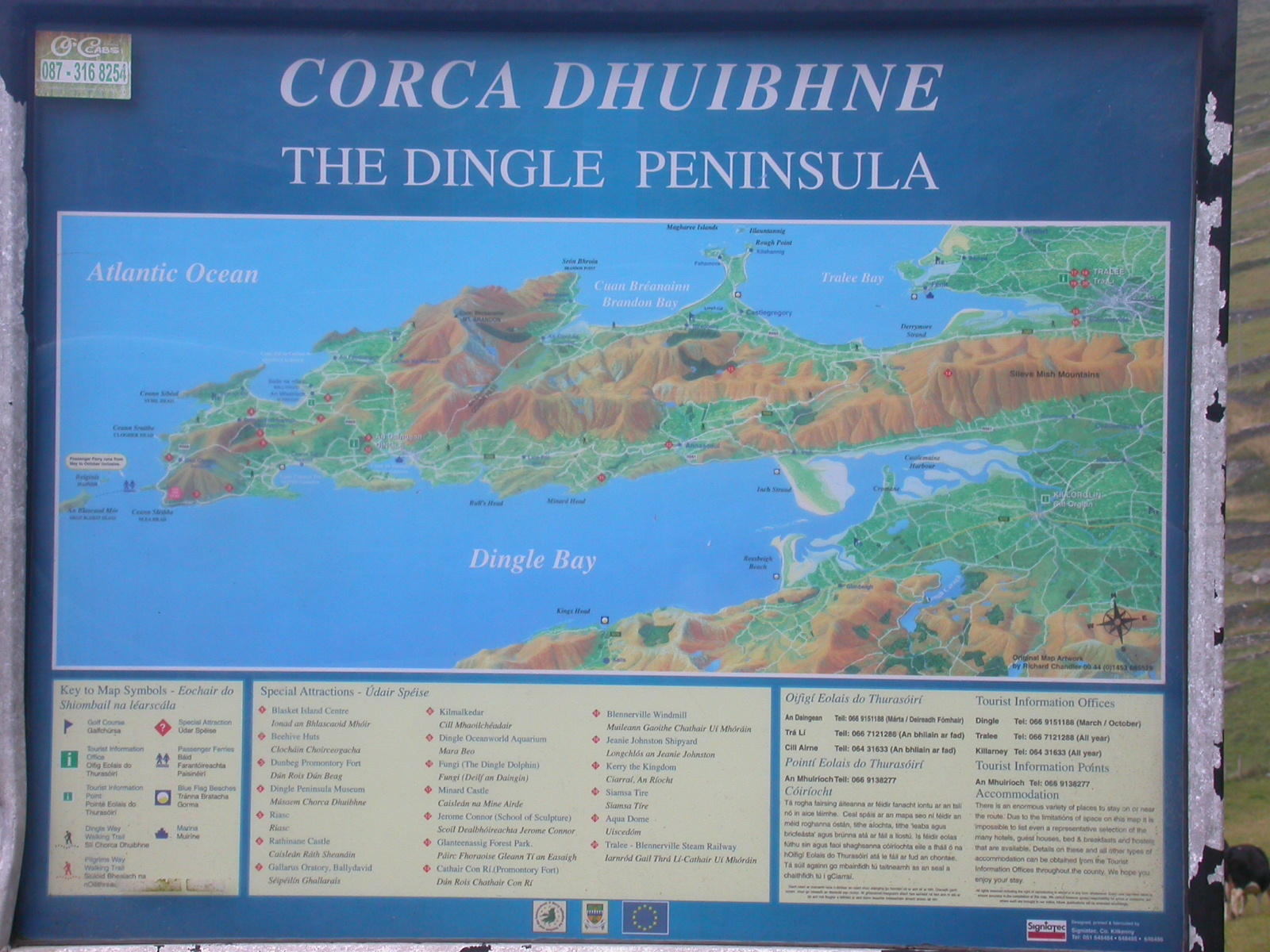
Mapa da Península de Dingle

A península penetra cerca de 48 km no Oceano Atlântico e apresenta uma morfologia bastante irregular com um litoral escarpado, formado por falésias entrecortadas por pequenas baías e enseadas onde existem praias arenosas. O seu interior é dominado pela cordilheira de montanhas que constituem a sua espinha dorsal, onde se inclui o Monte Brandon, o segundo maior pico da Irlanda, com 952 metros de altitude.
Junto à extremidade sudoeste da península situam-se as ilhas Blasket, que se encontram desabitadas desde meados do século XX.

## Cultura e língua
A zona mais ocidental da península é uma área Gaeltacht, onde se preserva a língua e a cultura tradicionais da Irlanda. Na região de Slea Head decorreram as filmagens da famosa película Ryan's Daughter, de David Lean.

## Turismo
A península oferece aos turistas um vasto leque de atractivos. Entre estes, destacam-se: praias arenosas para tomar banho, percursos pedestres de todos os níveis de dificuldade, uma rica tradição musical, festivais de arte, artesanato, excelentes restaurantes, locais para pescar e alguns dos melhores sítios para para praticar surfe na Irlanda.

## Galeria de imagens

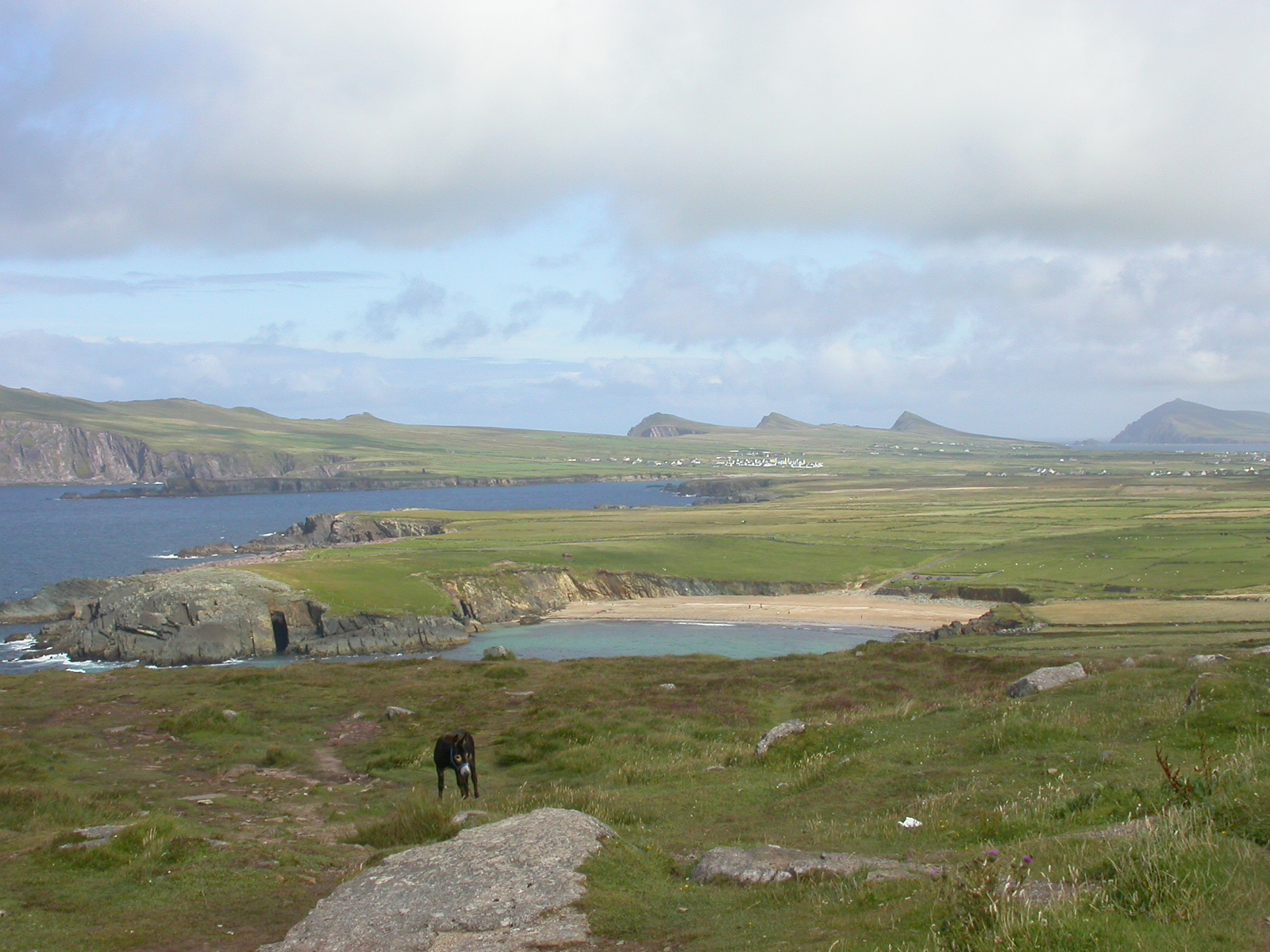
An Triúr Deirféar, "As Três Irmãs" (ao fundo)
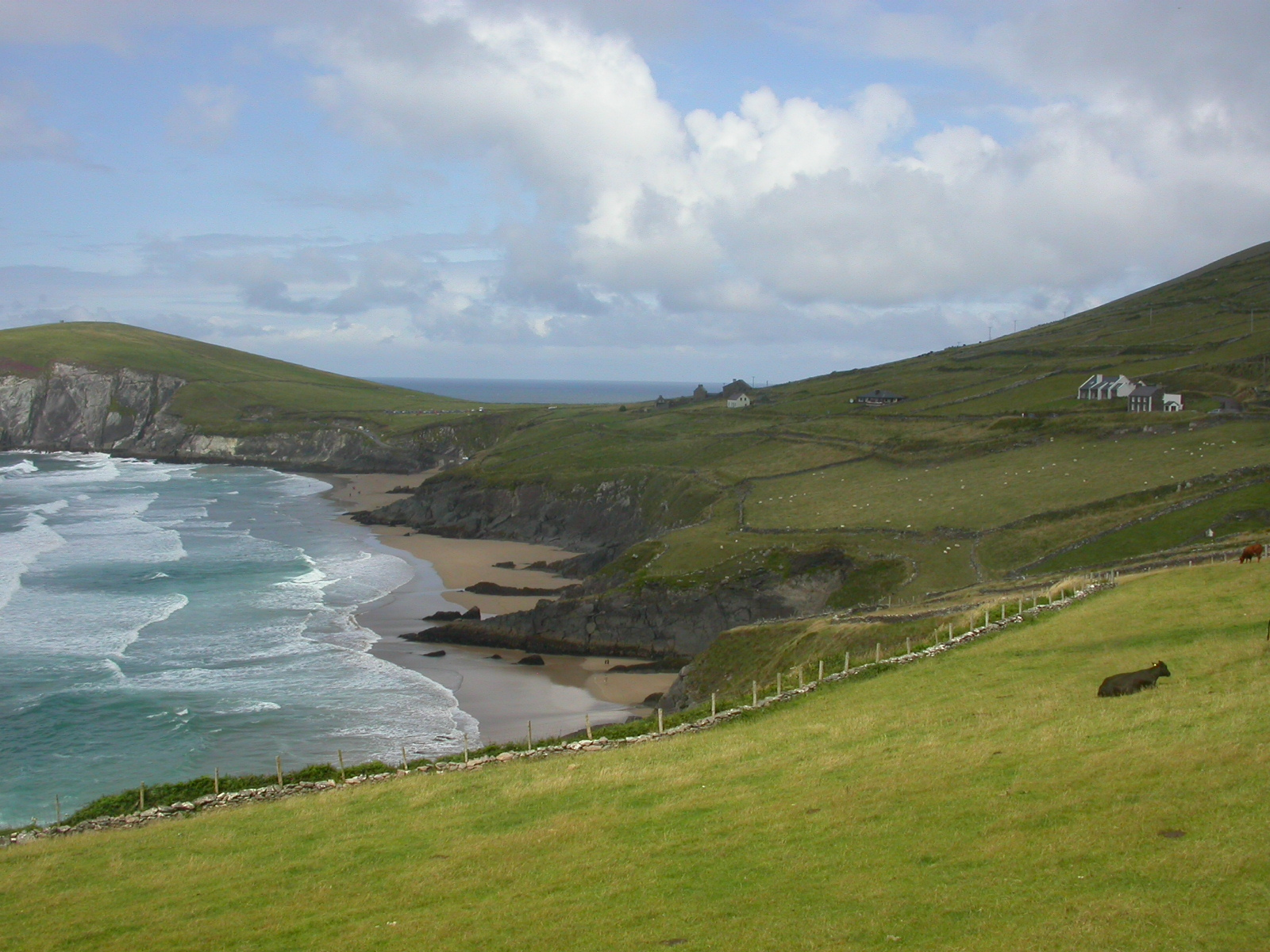
A praia de Com Dhíneol na Península de Dingle
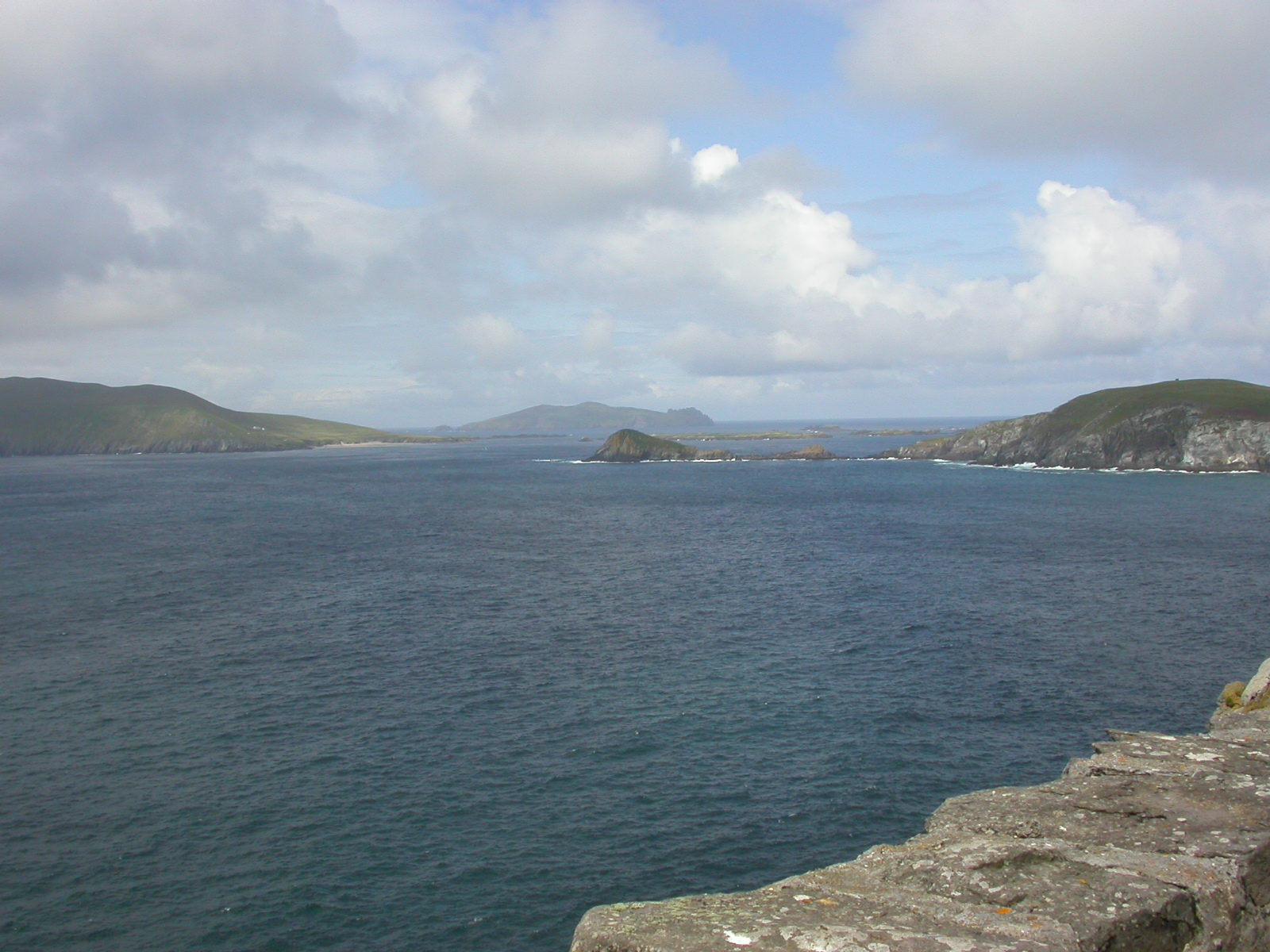
As ilhas Blasket
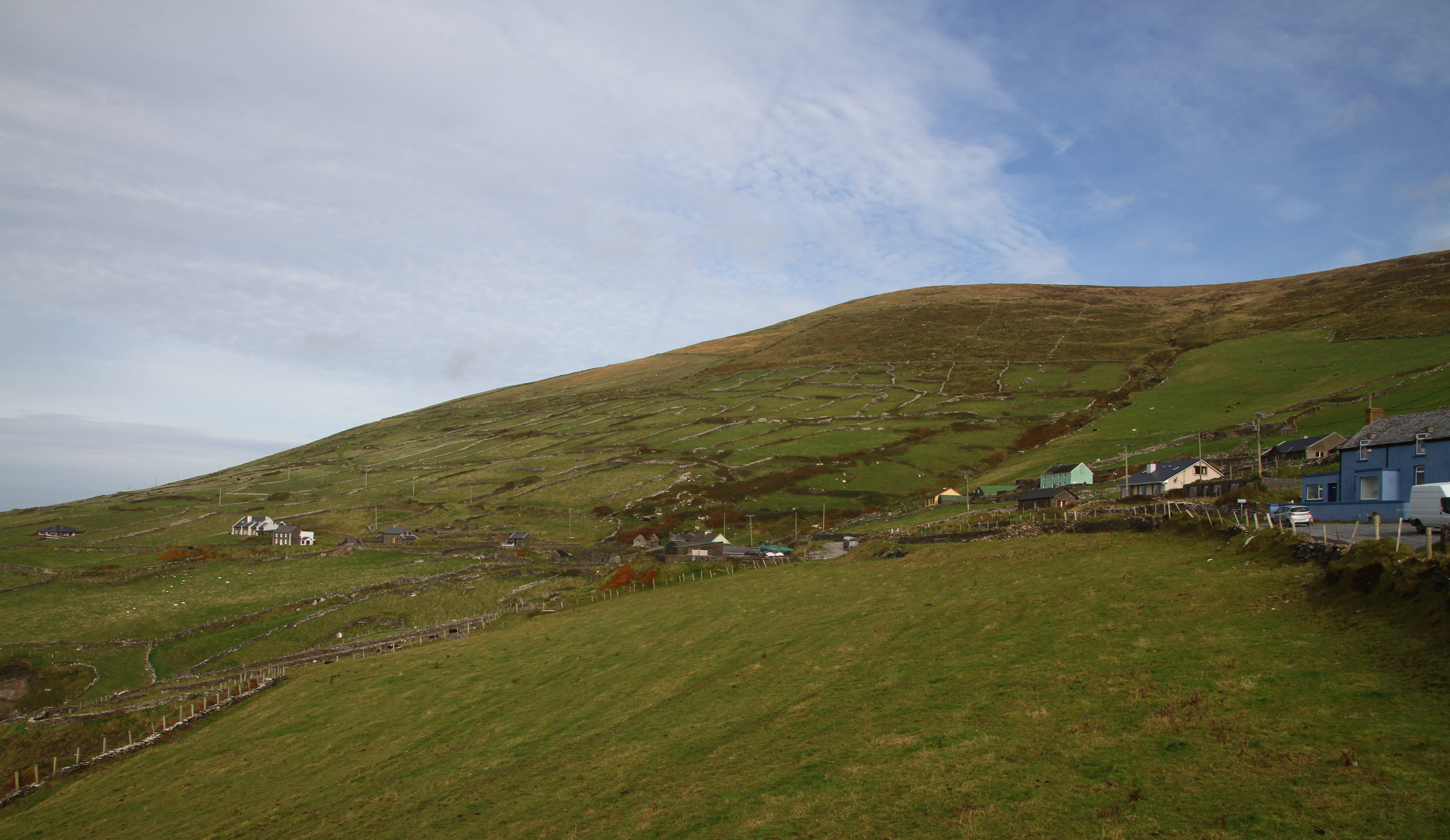
Pastagens na Slea Head
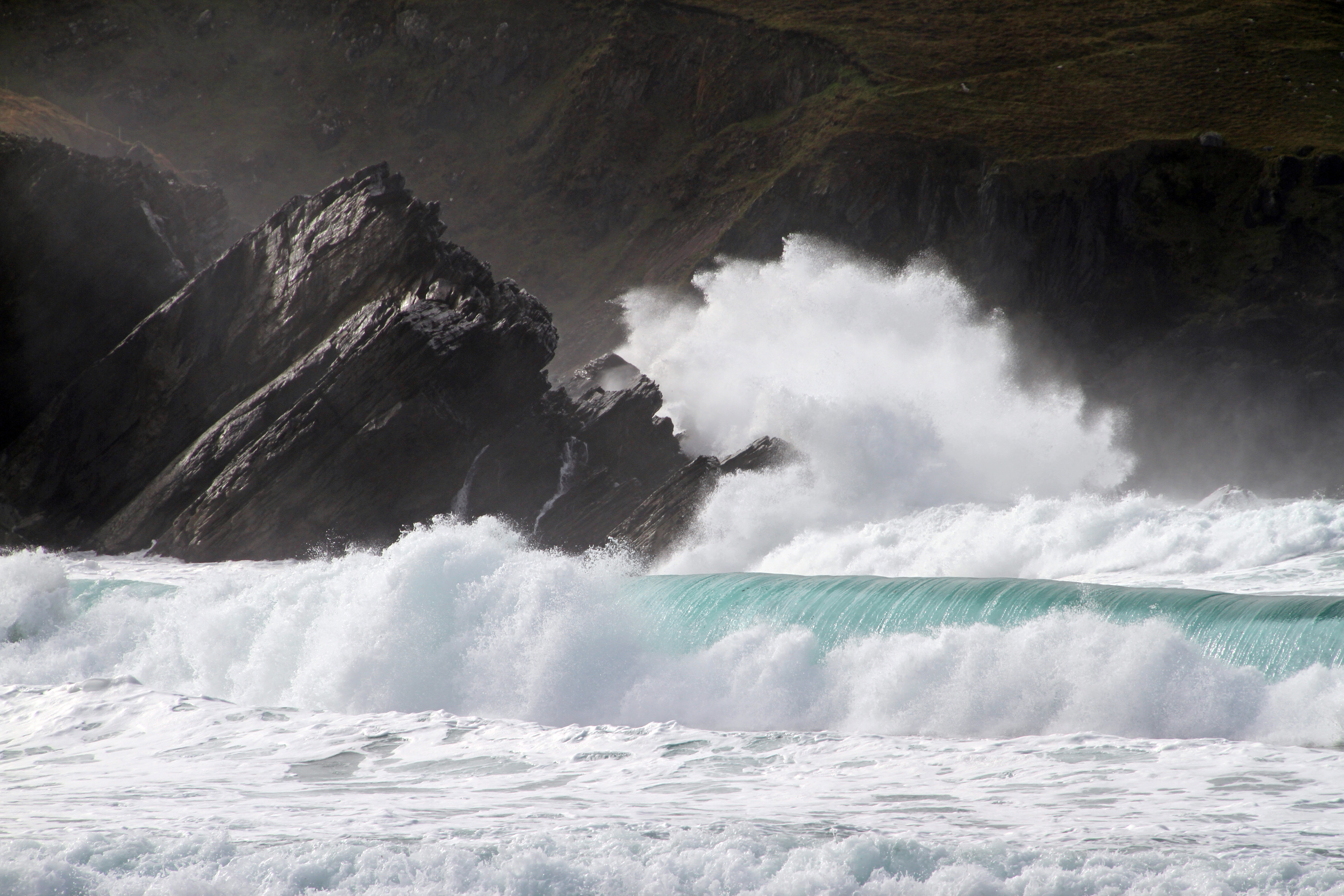
Falésias e spray no Slea Head